# Lucien Giroul
Lucien Giroul, né à Châtelet le 13 avril 1839 et mort à Charleroi le 27 janvier 1917, est un avocat et homme politique libéral belge. Il a été député à la Chambre des représentants.

## Biographie
Lucien Giroul, né à Châtelet le 13 avril 1839, est le fils de Paschal Giroul, producteur de tabac, et d'Hortense Quintart. Le 30 septembre 1871, il épouse Marie-Palmyre Dubois à Charleroi.
Il fait des études au petit séminaire de Bonne-Espérance à Vellereille-les-Brayeux. En 1861, il obtient le diplôme de docteur en droit à l'Université de Bruxelles. Il s'inscrit alors comme avocat au barreau de Charleroi dont il est bâtonnier de 1878 à 1879 et de 1880 à 1881. Il est également juge suppléant au tribunal de première instance de Charleroi, secrétaire de l'Association charbonnière de 1863 à 1868, et franc-maçon,.
À partir de 1868, il s'implique en politique et devient président de l'Association libérale,. En 1878, il cofonde et préside jusqu'en 1882 la Société anonyme de la presse libérale à Charleroi destinée à la publication de journaux libéraux. 
En 1888, il est élu député à la Chambre des représentants par l'arrondissement de Charleroi et occupe ce mandat jusqu'en 1892. Il s'oppose en particulier à l'Union douanière proposée par Émile Balisaux entre la Belgique et la France.